# جاك ميشو
جاك ميشو (بالفرنسية: Jacques Michaud)‏ ولد بتاريخ 11 يوليو 1951 في فرنسا، هو دراج فرنسي سابق في صنف سباق الدراجات على الطريق.

## سجل النتائج

### سباقات أو مراحل فاز بها
- طواف فرنسا

## وصلات خارجية
- الموقع الرسمي

## روابط خارجية
- جاك ميشو على موقع أرشيف الدراجات (الإنجليزية)
- جاك ميشو على موقع إحصائيات الدراجات الإحترافية (الإنجليزية)